# Kistapeljavrrik
Kistapeljavrrik är sjöar i Finland. De ligger i kommunen Enare i landskapet Lappland, i den norra delen av landet, 1 100 km norr om huvudstaden Helsingfors. Kistapeljavrrik ligger 237,1 meter över havet. Arean är 40,9 hektar och strandlinjen är 11,35 kilometer lång. Sjön  ingår i Neidenälvens huvudavrinningsområde.   Omgivningarna runt Kistapeljavrrik är i huvudsak ett öppet busklandskap.